# V Водолея
V Водолея (лат. V Aquarii), HD 197942 — одиночная переменная звезда в созвездии Водолея на расстоянии приблизительно 1068 световых лет (около 327 парсеков) от Солнца. Видимая звёздная величина звезды — от +10,1m до +7,6m.

## Характеристики
V Водолея — красная пульсирующая полуправильная переменная звезда типа SRB (SRB) спектрального класса M6e или M5/6(III). Эффективная температура — около 3293 К.